# گام (چاد)
گام یک منطقهٔ مسکونی در چاد است.